# IC 816
IC 816 ist eine Ringgalaxie mit aktivem Galaxienkern vom Hubble-Typ RSBa im Sternbild Jungfrau auf der Ekliptik. Sie ist schätzungsweise 318 Millionen Lichtjahre von der Milchstraße entfernt und hat einen Durchmesser von etwa 85.000 Lichtjahren. Gemeinsam mit IC 817 bildet sie ein gravitativ gebundenes Galaxienpaar und unter der Katalognummer VCC 2044 wird sie als Mitglied des Virgo-Galaxienhaufens gelistet, ist dafür jedoch zu weit entfernt.
Im selben Himmelsareal befinden sich u. a. die Galaxien IC 817, IC 3724, IC 3732, IC 3773.
Das Objekt wurde am 5. Mai 1888 vom US-amerikanischen Astronomen Lewis Swift entdeckt.